# 卡塔卡姆·苏达山
卡塔卡姆·苏达山（Katakam Sudarshan；1954年—2023年5月31日），化名阿南德（Anand；印度斯坦语發音：[aːnŋd̪]），是印度共产党（毛主义）政治局委员。

## 生平
出生于安得拉邦阿迪拉巴德，在瓦朗加尔的政府理工学院（government polytechnic college）求学。他担任教师来负担学业费用。毕业后，在1975年加入了激进左派。1979年，转移到切蒂斯格尔邦。1980年代，加入印度共产党（马列）人民战争。他以“无情的游击战术”而闻名，并被指定负责训练游击战干部，计划在切蒂斯格尔邦境内对武装部队进行“军事精确打击”。
阿南德是印共（毛）中最高级别的干部之一，30多年来一直领导着从特伦甘纳邦北部到丹达卡冉亚的武装斗争。印度警方称他是一个“温和”的人、“正统”毛主义者和“强硬的战略家”。他以制定党的政策而闻名。
他是印共（毛）中央军委委员和政治局委员，基申吉被杀死后，据信他将领导党的东部局。他还担任印共（毛）中央局书记。在回答关于印度政府的“绿色狩猎行动”的问题时，他对记者说：“我们已经经历一场残酷而痛苦的战争好几年了。”他告诉媒体，在印度共产党（毛主义）中央委员会的45名委员中，有8人被印度政府机构逮捕，22人被杀。一位高级警官曾告诉《印度斯坦时报》，“苏达山不像阿扎德那样是个和平主义者，他反对他的党主动与政府会谈。”
2023年5月31日因心脏病在丹达卡冉亚去世，享年69歲。

## 家庭
妻子是印共（毛）阿迪拉巴德县委书记Sadhana。后来她被警察枪杀。